# Бомбардие
„Bombardier Inc.“ (френско произношение: [bɔ̃baʁdje], Бомбардиѐ) е канадска корпорация, лидер в световното производство на продукти за железопътния транспорт (главно локомотиви, вагони и части за тях, подземни железници (метро) и т.н.) и третият в света самолетостроител (след „Airbus“ и „Boeing“). Основана е през 1942 г. от канадския механик Жозеф Арман Бомбардие. Централният офис на корпорацията се намира в Монреал, Квебек.
Въпреки основната си дейност за железопътния транспорт, Bombardier е много по-широко известна с производството си на самолети, и по-конкретно с линията си от самолети CRJ (Canadair Regional Jet) за къси и среднодълги разстояния, придобили широк успех и популярност от самото си излизане на пазара. CRJ е предпочитаният модел от най-големите световни авиокомпании за техните вътрешни и регионални линии с къс обсег, главно поради максималната му ефективност, ниво на сигурност и минимален разход на гориво.
Бомбардие навлиза и в производството на частни бизнес самолети с много дълъг обсег на пробега с модела си „Global Express“, придобил голяма популярност основно в САЩ.

## Продукти за свободното време на Bombardier
Основателят на компанията, Жозеф Арман Бомбардие, е изобретателят на джет ските.
Поделението на Bombardier Bombardier Recreational Products Inc., известна като BRP, произвежда моторни шейни, ATV (квадроцикли), мотовсъдеходи, мотоциклети и джетове. Снегоходът Ski-Doo заема 17-о място в рейтинга „Най-голямо канадско изобретение“ на телевизионния канал CBC през 2007 г.
През 2003 г. компанията продава Bombardier Recreational Products на група инвеститори: Bain Capital (50%), семейство Бомбардие (35%) и Caisse de dépôt et placement du Québec (15%) за 875 млн. щ.д.